# Кремница

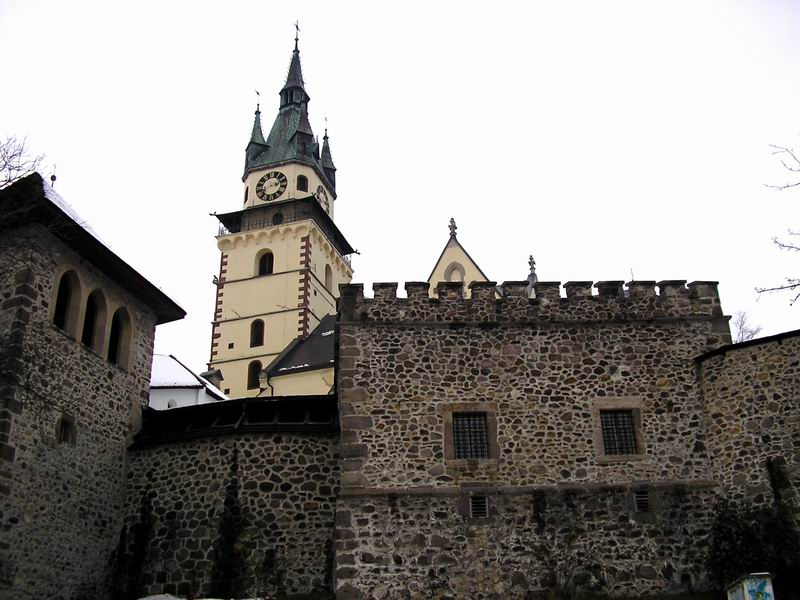
Замок

Кре́мница (словац. Kremnica, нем. Kremnitz, венг. Körmöcbánya) — город в центральной Словакии, расположенный у подножья Кремницких Врхов. 
Население — около 5,3 тысячи человек.

## История
Первое золото в окрестностях Кремницы стали добывать ещё в X веке. Вероятно, тогда и возникло поселение Кермецбанья. По легенде, в этом месте охотники поймали перепёлку, на лапках которой нашли крупинки золотого песка. Последнее золото было добыто в 1970 году. В XIII веке в Кремнице строится мощный оборонительный замок. В 1328 году венгерский король Карл Роберт даёт Кремнице права свободного королевского города с правом чеканки монет. Кремницкие дукаты были весьма уважаемой денежной единицей в средневековой Европе. Золото принесло Кремнице богатство и славу. Чеканка монет продолжалась здесь ещё до недавнего времени — в Кремнице чеканились словацкие кроны до входа Словакии в зону евро. Сейчас Кремница — это одно из популярнейших туристических мест Словакии.

## Население
| Год:                | 1994 | 2004     | 2014    | 2024     |
| ------------------- | ---- | -------- | ------- | -------- |
| Количество человек: | 6581 | 5649     | 5513    | 4664     |
| Разница:            |      | −14,16 % | −2,40 % | −15,39 % |

## Достопримечательности
- Костёл св. Екатерины
- Замок
- Ратуша
- Ансамбль главной площади
- Чеканный двор

## Интересные события
- ежегодный международный юмористический фестиваль Кремницкие гэги

## Персоналии
- Ладислав Худик — актёр. Народный артист ЧССР. Почётный гражданин города.